# Les Gum's
Pour les articles homonymes, voir Gum.
Pour l’article ayant un titre homophone, voir Légume.
Les Gum's est une série de bande dessinée créée  en 1990 par François Corteggiani et Pierre Tranchant. Dessinée par Pierre Tranchant, la série est scénarisée par François Corteggiani. Cette série humoristique, éditée en petit format souple, était distribuée gratuitement avec les menus enfants des Cafétérias Casino. Sept tomes ont été distribués jusqu'en 1992, coédités par les Cafétérias Casino et Marest.
L'univers imaginaire des Gum's, déclinés en de nombreux produits dérivés entre 1990 et 1999, a été créé par Pierre Tranchand à la suite d'un concours organisé par l'agence Euro GA de Saint-Etienne et les Cafétérias Casino en janvier 1990 pour servir d'ambassadeurs à l'enseigne.
Les Gum's sont des personnages de légumes et fruits anthropomorphes qui habitent un village-potager nommé Casinoland.

## Tomes
1. Des Gum's et des lettres (1990)
2. Pas de pépins pour les Gum's ! (1990)
3. Ça plane pour les Gum's ! (1990)
4. Les Gum's se mettent au ver ! (1991)
5. Une drôle d'aventure pour les Gum's... (1991)
6. Questions pour un champignon ! (1992)
7. Les Gum's jouent avec le feu... (1992)

## Personnages
Chaque personnage prend l'apparence anthropomorphe d'un légume ou d'un fruit, auquel son nom fait aussi référence dans la plupart des cas.
Personnages masculins
- Piti Pois : petit pois, facteur
- Harry Cover : haricot vert, propriétaire de la cafétéria de Casinoland
- Rocky : carotte, membre de l'orchestre Les Vitaminés
- Joe Banana : banane, chauffeur de taxi, membre de l'orchestre Les Vitaminés
- Frity : cornet de pommes de terre frites, membre de l'orchestre Les Vitaminés
- Albert Gine : aubergine, policier
- Abricolo : abricot, inventeur et bricoleur
- Andy Matt : endive, doué en mathématiques, il aide Abricolo
- Hercule Poireau : poireau, détective (son nom fait référence à Hercule Poirot, détective héros des romans d'Agatha Christie)
- Gasperge : asperge, maire de Casinoland
- Fraise Astaire : fraise, membre de l'orchestre Les Vitaminés (son nom fait référence à l'acteur Fred Astaire)
- Juju : orange
- Gus : gousse d'ail
- Toignon : oignon
- un citron anonyme (tome 6)
- un épi de blé anonyme (tome 6)

Personnages féminins
- Scarlette : salade scarole
- Nana : ananas, membre de l'orchestre Les Vitaminés
- Grapounette : grappe de raisin
- Grioti et Griota : cerises, jumelles

## Produits dérivés
Des produits dérivés de la série BD ont également été distribués par les Cafétérias Casino, y compris après la fin de la série :
- 45 tours d'une chanson créée en 1991, Nous les Gum's, composée par Jean Renard et chantée par Patrick et Sylvaine[2] (distribuée à 120 000 exemplaires[3])
- pin's[1]
- figurines[1]
- jeu de sept familles[1]
- puzzles[1]
- boule à neige